# آرمی کوسلا
آرمی کوسِلا (انگلیسی: Armi Helena Kuusela؛ زادهٔ ۲۰ اوت ۱۹۳۴) هنرپیشه، بازیگر سینما، و مدل (شخص) اهل فنلاند است. او در سال ۱۹۵۲ عنوان و جایزه دوشیزه جهان را از آن خود کرده است.